# The Tipping Point (singolo Tears for Fears)
The Tipping Point è un singolo del gruppo britannico Tears for Fears, primo estratto dal loro settimo album The Tipping Point.

## Descrizione
Il brano, pubblicato a quattro anni di distanza dal singolo precedente, è stato scritto da Roland Orzabal e dal collaboratore di lunga data Charlton Pettus. Esso affronta il tema della perdita di una persona cara: Orzabal lo compose infatti in seguito alla morte della moglie Caroline, con la quale era sposato da 35 anni.

## Tracce
Testi di Roland Orzabal, musiche di Roland Orzabal e Charlton Pettus.
1. The Tipping Point – 4:13

## Formazione
- Roland Orzabal – chitarra, tastiera, voce principale
- Curt Smith – basso, tastiera, voce aggiuntiva